# Ilha Wuvulu
Wuvulu é uma ilha da Papua-Nova Guiné, no Arquipélago de Bismarck. É a ilha mais ocidental do arquipélago Administrativamente pertence à região de Momase e província de Manus. O seu fuso horário é UTC+10. A língua local é o wuvulu-aua. 
A primeira visita de europeus à ilha Wuvulu foi feita pelo navegador espanhol Íñigo Ortiz de Retes em 27 de julho de 1545 a bordo da carraca San Juan, quando tentava regressar de Tidore para Nova Espanha. Mapeou a ilha Aua e as ilhas próximas, Wuvulu e Manu, como La Barbada.